# 上野通子
上野 通子（うえの みちこ、1958年4月21日 - ）は、日本の政治家。自由民主党所属の参議院議員（3期）。
内閣総理大臣補佐官（女性活躍及び高齢者・消費者対策担当）（第2次岸田第2次改造内閣）、文部科学副大臣（第4次安倍第2次改造内閣）、文部科学大臣政務官（第2次安倍内閣）、参議院文教科学委員長、栃木県議会議員（2期）、自由民主党政務調査会副会長、同女性局長などを歴任。

## 来歴
栃木県宇都宮市生まれ。宇都宮市立昭和小学校、宇都宮大学教育学部附属中学校、栃木県立宇都宮女子高等学校、共立女子大学文芸学部卒業。
1981年4月、親族が経営する文星芸術大学附属高等学校（旧・宇都宮学園高等学校）に勤務。
1985年4月より、宇都宮文星女子高等学校に国語教師として勤務した。
1997年に渡英し3年間日本語講師を務めた後、2000年に帰国、文星国際交流センター長に就任した。
2003年4月13日、栃木県議会議員選挙に無所属で出馬し当選。県議会児童・高齢者虐待問題対策特別委員長、農林環境委員長など歴任した。2007年4月8日の県議選には自由民主党公認で出馬し2選。

### 参議院議員

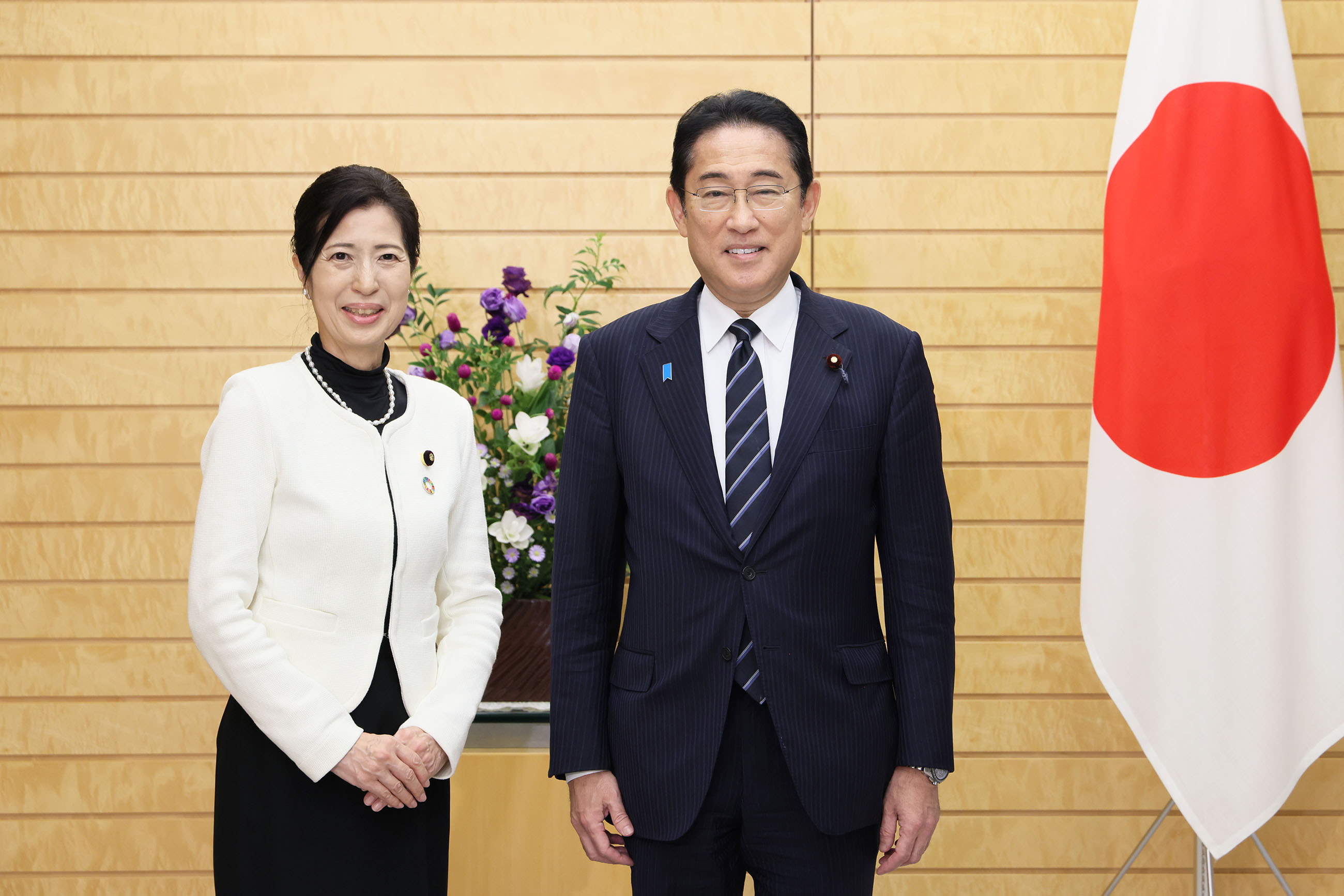
2023年9月15日、内閣総理大臣補佐官就任時に岸田文雄と

自民党栃木県連初の公募を経て、2010年7月11日の第22回参議院議員通常選挙に自民党公認候補として栃木県選挙区から立候補。民主党現職の簗瀬進を僅差で制して初当選した（上野：324,790票、簗瀬：319,898票）。
2013年9月30日、第2次安倍内閣で文部科学大臣政務官に就任（2014年9月、退任）。
2016年7月10日の第24回参議院議員通常選挙で野党統一候補の田野辺隆男を約17万票の差をつけ破り再選 （上野：484,300票、田野辺：314,401票）。
2017年11月9日、清和政策研究会（細田派）に入会。
2022年7月10日の第26回参議院議員通常選挙にて414,456票を獲得し、2位以下に大差をつけて三選を果たす。
2023年9月13日、第2次岸田第2次改造内閣が発足。9月15日付で内閣総理大臣補佐官（女性活躍及び高齢者・消費者対策担当）に就任。
同年12月14日、岸田文雄首相は自民党5派閥における政治資金パーティー収入の裏金問題をめぐり、首相補佐官の上野についても交代させる意向を固め、同日、上野は辞表を提出し受理された。
2024年1月10日、自民党は臨時の総務会を開き、裏金の再発防止策などを検討するため、「政治刷新本部」の設置を決めた。安倍派からは岡田直樹、野上浩太郎、佐々木紀、髙階恵美子、上野通子、太田房江、松川るい、吉川有美、藤原崇、高橋はるみの10議員がメンバー入りした。同年1月13日、この10議員のうち、髙階を除く9人がパーティー収入の一部を政治資金収支報告書に記載せず裏金にしていた疑いがあること明らかとなった。

## 政策・主張

### 憲法
- 憲法改正について、2022年のNHK、毎日新聞社のアンケートで「賛成」と回答[20][21]。
- 9条改憲について、2022年の毎日新聞社のアンケートで「改正して、自衛隊の存在を明記すべきだ」と回答[21]。9条への自衛隊の明記について、2022年のNHKのアンケートで「賛成」と回答[20]。
- 憲法を改正し緊急事態条項を設けることについて、2022年のNHKのアンケートで「賛成」と回答[20]。

### 外交・安全保障
- 敵基地攻撃能力を持つことについて、2022年のNHKのアンケートで「賛成」と回答[20]。同年の毎日新聞社のアンケートで「賛成」と回答[21]。
- 普天間基地の辺野古移設について、2022年の毎日新聞社のアンケートで「賛成」と回答[21]。
- 非核三原則についてどう考えるかとの問いに対し、2022年のNHKのアンケートで「維持すべき」と回答[20]。
- ロシアは2022年2月24日、ウクライナへの全面的な軍事侵攻を開始した[22]。日本政府が行ったロシアに対する制裁措置についてどう考えるかとの問いに対し、2022年のNHKのアンケートで「適切だ」と回答[20]。同年の毎日新聞社のアンケートで「制裁をより強めるべきだ」と回答[21]。
- 2022年6月7日、政府は経済財政運営の指針「骨太方針」を閣議決定した。NATO加盟国が国防費の目標としている「GDP比2%以上」が例示され、防衛力を5年以内に抜本的に強化する方針が明記された[23]。「防衛費を今後どうしていくべきだと考えるか」との問いに対し、2022年のNHKのアンケートで「大幅に増やすべき」と回答[20]。
- 徴用工訴訟問題や慰安婦問題などをめぐり日韓の対立が続くなか、関係改善についてどう考えるかとの問いに対し、2022年の毎日新聞社のアンケートで「韓国政府がより譲歩すべきだ」と回答[21]。

### ジェンダー
- 選択的夫婦別姓制度の導入について、2010年の毎日新聞社のアンケートで「反対」と回答[24]。2022年のNHK、毎日新聞社のアンケートで回答しなかった[20][21]。
- 2021年1月30日、上野ら自民党国会議員有志50人は、47都道府県議会議長のうち同党所属の約40人に、選択的夫婦別姓の導入に賛同する意見書を採択しないよう求める文書を郵送した。地方議員や市民団体は、地方議会の独立性を脅かす行為だとして上野らを批判した[25][26][27][28][29]。
- 2025年2月4日、自民党の議員グループ「保守団結の会」は会合を開き、顧問の高市早苗が講演した。会合に出席した上野ら20人超の議員[注 1]は、旧姓の通称使用の拡大で利便性を高めるべきだとの認識を確認した[31][30][32]。
- 同性婚を可能とする法改正について、2022年のNHK、毎日新聞社のアンケートで「反対」と回答[20][21]。
- クオータ制の導入について、2022年のNHKのアンケートで「反対」と回答[20]。

### その他
- アベノミクスについて、2022年の毎日新聞社のアンケートで「当面は継続すべきだ」と回答[21]。
- 「原子力発電への依存度を今後どうするべきか」との問題提起に対し、2022年のNHKのアンケートで回答しなかった[20]。
- 国会議員の被選挙権年齢の引き下げについて、2022年の毎日新聞社のアンケートで回答しなかった[21]。
- 受動喫煙防止を目的とした健康増進法改正について、原則屋内禁煙に賛成。自民党がまとめた法案が一定規模以下の飲食店であれば喫煙を認める内容であったことに対し、「たばこを吸う人の権利もあるが、命と健康を守ることが一番大切であるはず」「受動喫煙が防げない可能性もある。名ばかりの法律にならぬようしっかりとしたものにしてほしい」と述べている[33]
- 2013年には参議院で子宮頸がんワクチン奨励を「性交渉の低年齢化に拍車をかける」懸念がある[34]として反対した。

## 人物

### 統一教会との関係
- 2012年3月5日、上野が代表を務める「自由民主党栃木県参議院選挙区第1支部」は、統一教会（現・世界平和統一家庭連合）の関連団体「世界平和女性連合」に会費15,000円を支払った[35]
- 2012年4月26日、統一教会の関連団体「世界戦略総合研究所」が東京都江東区のティアラこうとうで定例会を開催。上野は下村博文が講演をした同会合に出席した[36]。
- 2012年7月28日、統一教会の関連団体「家庭再建教育研究所」が宇都宮市文化会館でシンポジウムを開催。真岡市議会議員の七海朱美から依頼を受け、同シンポジウムに参加し、講演した[36]。
- 2013年2月5日、「自由民主党栃木県参議院選挙区第1支部」は、「世界戦略総合研究所」に会費12,000円を支払った[37]。
- 2013年2月、統一教会の元広報委員長で、世界戦略総合研究所会長の阿部正寿は、エマヌエル阿部有國の筆名で『安倍政権の強みがわかる―日本 [精神] の力』（平成出版）を出版。同月7日、出版記念パーティーが憲政記念館で開かれ[38][36]、上野は同パーティーに、下村博文、義家弘介、磯﨑仁彦、中川秀直とともに出席した[39][40]。
- 2016年9月、世界戦略総合研究所のために議員会館の会議室を借りた[41]。
- 2021年12月4日、「こども庁」の名称に対して、山谷えり子参議院議員らが「こども家庭庁」への変更働きかけ運動の拠点のひとつにしていた全国教育問題協議会が、「こども庁を蝕む『家庭』解体派に警鐘を　全教協役員会」という記事を公式サイトで更新した。そこには「小渕優子自民党組織運動本部長、義家弘介衆議院議員、山谷えり子参議院議員、有村治子参議院議員、上野通子参議院議員、石橋林太郎衆議院議員が教育問題で直面する課題と国会での活動内容について熱い思いを伝えました。」と掲載されていた[42]。この日の会合には、全国教育問題協議会の事務局長を務めていた国際勝共連合幹部も出席していた[42][43]。

### その他
- 2019年9月13日、文部科学副大臣として記者会見を開催。「まさに地方創生の学校版という形で見ていかないとですね、これから子どもたち、それこそ格差がこれからもついていくのではないかと思っておるのが実感でございます。特に特別支援教育をはじめですね、障害者教育、あるいは地方で頑張る大学支援ですね、産学連携を通してですね、生徒が、学生が集まらなくて頑張っている、そういうところをどのように国は支えるかという問題とかですね、専門・専修学校にも視察させていただきました。本当に外国人に対しての日本語教育とかはかなりやってくださっています。今回そこへもですね、奨学金の支援は枠に入ってきましたが、いろんなところで私たち、まだ見えなかったところがあるのでですね、文科省としてこれからそれぞれに合った地方創生型学校支援、また文化、スポーツ支援も、部活等も含めてですね、していかなければならないと思っています」と発言した[44]。
- 同日の記者会見で「今、教師は悲鳴を上げているのが現状だと思います。更に英語教育、道徳教育、やらなければならないことが山積みでございます。ならば教師になる前にもっと学生時代にどういうカリキュラムでやるかとか、また本当に4年制でいいのかという問題も含めてですね、しっかりと議論して、皆様の御意見も聞きながらこれから、教師は国家資格になっていませんので、これも含めて考えていかなければならない大きな大きなそういう時期に来ているのではないか」と発言した[44]。

## 不祥事

### 政治資金パーティー収入の裏金問題
2023年12月1日、朝日新聞が、自民党5派閥の政治資金パーティーをめぐる問題で、清和政策研究会（安倍派）が、所属議員が販売ノルマを超えて集めた分の収入を裏金として議員側にキックバックする運用を組織的に続けてきた疑いがあるとスクープした。安倍派は2018年から2022年に毎年1回パーティーを開き、計6億5884万円の収入を政治資金収支報告書に記載している。一方、収入・支出のいずれにも記載していない裏金の総額は直近5年間で1億円を超えるとされ（のちに5億円に修正）、共同通信は「実際のパーティー収入は少なくとも8億円前後に膨らむ可能性がある」と報じた。清和政策研究会の政治資金収支報告書の記載内容は下記のとおり。
| 年月日        | パーティー名                 | 会場               | 収入        | 購入者数 | 出典 |
| ------------- | ---------------------------- | ------------------ | ----------- | -------- | ---- |
| 2018年5月22日 | 清和政策研究会との懇親の集い | 東京プリンスホテル | 2億802万円  | 7,021人  | [54] |
| 2019年5月21日 | 清和政策研究会との懇親の集い | 東京プリンスホテル | 1億5338万円 | 5,177人  | [55] |
| 2020年9月28日 | 清和政策研究会との懇親の集い | 東京プリンスホテル | 1億262万円  | 3,464人  | [56] |
| 2021年12月6日 | 清和政策研究会との懇親の集い | 東京プリンスホテル | 1億2万円    | 3,376人  | [57] |
| 2022年5月17日 | 清和政策研究会との懇親の集い | 東京プリンスホテル | 9480万円    | 3,200人  | [49] |
| （合計）      |                              |                    | 6億5884万円 |          |      |
パーティー券は通常1枚2万円であるため、販売枚数が推計できるが、枚数に対する購入者の比率は2018年から2022年にかけてすべて「0.675」で統一されている。日本大学名誉教授の岩井奉信は「絶対にあり得ない」とし、安倍派は政治資金収支報告書に架空の購入者数を記入したとみられる。
同年12月10日、岸田文雄首相は、安倍派所属の閣僚4人、副大臣5人、大臣政務官6人の政務三役15人について、全員交代させる意向を固めた（政務官6人については2日後に訂正）。同月14日朝、岸田が、首相補佐官の上野と、同じく安倍派所属の防衛相補佐官の和田義明についても交代させる意向を固めたことが報道により明らかとなった。同日、上野と和田はそれぞれ辞表を提出し受理された。
同年12月25日、安倍派では少なくとも参議院議員選挙があった2019年と2022年に開いたパーティーについて、改選となる参議院議員に販売ノルマを設けず、集めた収入を全額キックバックしていたことが報道により明らかとなった。
2024年1月13日、自民党が同月に設置した「政治刷新本部」をめぐり、安倍派からメンバー入りした岡田直樹、野上浩太郎、佐々木紀、髙階恵美子、上野通子、太田房江、松川るい、吉川有美、藤原崇、高橋はるみの10議員のうち、髙階を除く9人がパーティー収入の一部を裏金にしていた疑いがあること明らかとなった。

## 所属団体・議員連盟
- 自民党受動喫煙防止議員連盟（事務局長）[66]
- 自民党たばこ議員連盟[67]
- 日本会議国会議員懇談会[68]
- 神道政治連盟国会議員懇談会[68]
- みんなで靖国神社に参拝する国会議員の会[68]
- TPP交渉における国益を守り抜く会[要出典]

## 選挙歴
| 当落 | 選挙                     | 執行日         | 年齢 | 選挙区                   | 政党       | 得票数     | 得票率 | 定数 | 得票順位 /候補者数 | 政党内比例順位 /政党当選者数 |
| ---- | ------------------------ | -------------- | ---- | ------------------------ | ---------- | ---------- | ------ | ---- | ------------------ | ---------------------------- |
| 当   | 2003年栃木県議会議員選挙 | 2003年4月13日  | 44   | 宇都宮市選挙区           | 無所属     | 1万4647票  | ーー   | 11   | 2/17               | /                            |
| 当   | 2007年栃木県議会議員選挙 | 2007年4月8日   | 48   | 宇都宮市・上三川町選挙区 | 自由民主党 | 1万4564票  | 9.2%   | 12   | 2/13               | /                            |
| 当   | 第26回参議院議員通常選挙 | 2022年07月10日 | 52   | 栃木県選挙区             | 自由民主党 | 32万4790票 | 36.17% | 1    | 1/4                | /                            |
| 当   | 第24回参議院議員通常選挙 | 2016年07月10日 | 58   | 栃木県選挙区             | 自由民主党 | 48万4300票 | 58.92% | 1    | 1/3                | /                            |
| 当   | 第26回参議院議員通常選挙 | 2022年07月10日 | 64   | 栃木県選挙区             | 自由民主党 | 41万4456票 | 56.24% | 1    | 1/6                | /                            |